# Кордайски район
Кордайски район (на казахски: Қордай ауданы) е съставна част на Жамбълска област, Казахстан, с обща площ 8961 км2 и население 145 001 души (по приблизителна оценка към 1 януари 2020 г.).
Административен център е село Кордай.